# Gaston Venot
Pour les articles homonymes, voir Venot.
Gaston Venot est un aviateur, général de corps d'armée français et grand-croix de la légion d'honneur, né en 1904 et mort en 1979.

## Biographie
Né le 22 novembre 1904 à Asnières où ses parents tiennent un modeste magasin de fruits et légumes, Gaston Venot fait ses études au Collège Sainte Geneviève d'Asnières puis au Lycée Condorcet à Paris. Il est reçu à l'École spéciale militaire de Saint-Cyr en 1924 (Promotion du Rif). Il complète sa formation à l'école pratique d'aviation d'Avord. Nommé à la base aérienne de Chartres, il est commandant de la 4e escadrille en 1924 et devient l'un des premiers spécialistes du pilotage sans visibilité. En 1937, il est reçu au concours d'entrée à l'Ecole supérieure de guerre aérienne (2e promotion). Il est muté au 3e bureau du Grand Quartier Général Aérien en 1937. Il est affecté à l'Inspection générale de l'armée de l'air puis au 1er bureau de l'État-Major de l'Armée de l'air en 1940.
En 1942, le lieutenant–colonel Venot est à la tête du groupe de bombardement Guyenne basé à Meknès au Maroc.
Après le débarquement allié de novembre 1942, il part en Angleterre avec le groupe Guyenne installé sur la base d'Elvington, dans le Yorshire, sous commandement anglais. Au retour d'une mission de bombardement, il est grièvement blessé le 10 septembre 1944 et le seul rescapé de son équipage. Il prend le commandement de la base d'Elvington après sept mois d'hôpital.
Après la guerre, il est successivement sous-chef d'état major de l'armée de l'air, inspecteur de l’aviation de bombardement puis inspecteur des forces aériennes d'outre mer. Il est détaché au cabinet militaire du président du conseil début 1948. Il est nommé général de brigade à 43 ans  et occupe les fonctions de chef du service du personnel de l'armée de l'air à partir d'août 1948, puis commande la 3e région aérienne à Bordeaux en 1952. En 1953, nommé général de division, il devient chef d’état major adjoint des forces aériennes alliées Centre-Europe à Fontainebleau. En 1956, avec le grade de général de corps d’armée, il est successivement commandant de la défense aérienne du territoire, et en 1957 major général de l'Armée de l'air. En 1959, il est admis dans la section de réserve. Il est rappelé à l'activité pour siéger à la commission d'enquête Air en métropole du 5 au 31 mail 1961. Il est fait grand-croix de la légion d'honneur en 1962 Il se retire avec son épouse. dans le village de Corpeau, en Côte-d'Or. Il fait planter deux mille arbres fruitiers qu'il exploite comme arboriculteur pendant une quinzaine d’années sur le domaine du Meix de la Montagne. Il meurt le 13 novembre 1979 à Dijon. Il est enterré dans le cimetière de Corpeau.  
Il est le père du lieutenant Gérard Venot, pilote de chasse, décédé en service commandé aux commandes d'un F100 super Sabre et du Professeur Alain Venot.

## Distinctions
- Grand-croix de la Légion d'honneur
- Croix de guerre 1939–1945
- Médaille coloniale
- Ordre de l'Empire britannique à titre militaire (Officier)

## Grades
- sous-lieutenant: 1926
- lieutenant : 1928
- capitaine:  1933
- commandant: 1939
- lieutenant-colonel: 1943
- colonel: 1945
- général de Brigade aérienne: 1948
- général de Divisions aérienne: 1953
- général de Corps aérien: 1956